# After Action
After Action – pierwszy solowy album polskiego pianisty jazzowego Wojciecha Groborza. Nagrania Tria Wojtka Groborza zarejestrowane zostały w październiku 1986 w Sali Koncertowej Akademii Muzycznej im. Fryderyka Chopina w Warszawie. Nagrania są akustyczne, bez użycia dodatkowych urządzeń technicznych. LP został wydany w 1986 przez wytwórnię PolJazz jako jedno z wydawnictw Klubu Płytowego.

## Muzycy
- Wojciech Groborz – fortepian
- Antoni Dębski – kontrabas
- Jacek Pelc – perkusja

## Lista utworów
Strona A
| 1. | "The Hymn (Head I)" (Charlie Parker)  | 0:25  |
|    |                                       |       |
| 2. | "A Sound for Sore Ears" (Jimmy Heath) | 6:05  |
|    |                                       |       |
| 3. | "Bellon, przyjaciel" (Wojtek Groborz) | 6:50  |
|    |                                       |       |
| 4. | "Comboy" (Wojtek Groborz)             | 5:20  |
|    |                                       |       |
|    |                                       | 18:40 |
|    |                                       |       |
Strona B
| 5. | "A Sound for D.M." (Wojtek Groborz)            | 3:50  |
|    |                                                |       |
| 6. | "Del Sasser" (Sam Jones)                       | 4:55  |
|    |                                                |       |
| 7. | "I Mean You" (Thelonious Monk)                 | 5:10  |
|    |                                                |       |
| 8. | "El lapis esta sobre la mesa" (Wojtek Groborz) | 5:20  |
|    |                                                |       |
| 9. | "The Hymn (Head II)" (Charlie Parker)          | 0:25  |
|    |                                                |       |
|    |                                                | 19:40 |
|    |                                                |       |

## Informacje uzupełniające
- Reżyseria nagrań – Andrzej Lupa, Andrzej Sasin
- Kierownictwo produkcji – Iwona Thierry
- Projekt okładki – Maciej Buszewicz